# 下唇下制筋
下唇下制筋（かしんかせいきん、英語: depressor labii inferioris muscle）は人間の頭部の浅頭筋のうち、口唇周囲にかけての口筋のなかで下唇を外側下方にひく筋肉である。筋肉の停止が皮膚で終わっている皮筋である。別名、下唇方形筋。
人間において、下唇下制筋の起始は、下顎骨前面のオトガイ孔前下方骨面より起こる。

## 画像

下唇下制筋の位置。赤で示す